# Martigny (Sena Marítimo)
 Martigny  es una población y comuna francesa, en la región de Alta Normandía, departamento de Sena Marítimo, en el distrito de Dieppe y cantón de Offranville.

## Demografía
| 232 | 249 | 307 | 441 | 512 | 531 |
| Para los censos de 1962 a 1999 la población legal corresponde a la población sin duplicidades (Fuente: INSEE [Consultar]) |     |     |     |     |     |